# Marston Stannett
Marston Stannett – przysiółek w Anglii, w hrabstwie Herefordshire. Marston Stannett jest wspomniana w Domesday Book (1086) jako Merstune.